# Torneig de les Cinc Nacions 1990
El Torneig de les Cinc Nacions de 1990 va ser el 61a edició en el format de cinc nacions i la 96a tenint en compte les edicions del Home Nations Championship. Escòcia va guanyar el torneig, aconseguint una victòria final (13-7) sobre Anglaterra per guanyar el Grand Slam, el primer en el seu palmarès des del 1984 i tercer en el còmput general del torneig. Aquest fou també la seva tretzena victòria absoluta, amb exclusió de vuit títols compartits amb altres països. Era només la tercera vegada (després de 1978 i 1984) que dos equips s'enfrontaven el darrer partit amb possibilitats d'aconseguir el Grand Slam per a tots dos, i la primera vegada que passava amb la Triple Corona. A més, al tractar-se de les seleccions anglesa i escocesa, la Copa Calcuta també estava en joc. Anglaterra i França van quedar segona i tercera amb tres i dues victòries, respectivament, mentre que Irlanda i Gal·les es col·locaren quarta i cinquena amb una i cap victòria.

## Participants
| Nació      | Estadi           | Ciutat   | Entrenador            |
| ---------- | ---------------- | -------- | --------------------- |
| Anglaterra | Twickenham       | Londres  | Geoff Cooke           |
| França     | Parc des Princes | París    | Jacques Fouroux       |
| Irlanda    | Lansdowne Road   | Dublín   | Ciaran Fitzgerald     |
| Escòcia    | Murrayfield      | Edimburg | Ian McGeechan         |
| Gal·les    | National Stadium | Cardiff  | John Ryan/Ron Waldron |

## Classificació
| Posició | Nació      | Partits | Partits  | Partits  | Partits | Punts   | Punts     | Punts      | Taula de punts |
| Posició | Nació      | Jugats  | Guanyats | Empatats | Perduts | A Favor | En contra | Diferència | Taula de punts |
| ------- | ---------- | ------- | -------- | -------- | ------- | ------- | --------- | ---------- | -------------- |
| 1       | Escòcia    | 4       | 4        | 0        | 0       | 60      | 26        | +34        | 8              |
| 2       | Anglaterra | 4       | 3        | 0        | 1       | 90      | 26        | +64        | 6              |
| 3       | França     | 4       | 2        | 0        | 2       | 67      | 78        | −11        | 4              |
| 4       | Irlanda    | 4       | 1        | 0        | 3       | 36      | 75        | −39        | 2              |
| 5       | Gal·les    | 4       | 0        | 0        | 4       | 42      | 90        | −48        | 0              |

## Resultats
| Gal·les                                      | 19–29    | França                                                                                               | 1990-01-20 - National Stadium, Cardiff Assistència: 58 000 espectadors Àrbitre: F Howard (Anglaterra) |
| Try: Titley Pen: Thorburn (4) Drop: D. Evans | [Report] | Assaigs: D Camberabero Lafond Lagisquet L. Rodriguez Sella Con: D Camberabero (3) Pen: D Camberabero | 1990-01-20 - National Stadium, Cardiff Assistència: 58 000 espectadors Àrbitre: F Howard (Anglaterra) |

| Anglaterra                                                                    | 23–0     | Irlanda | 1990-01-20 - Twickenham, Londres Àrbitre: P Robin (França) |
| Assaigs: Egerton Guscott Probyn Underwood Con: Hodgkinson (2) Pen: Hodgkinson | [Report] |         | 1990-01-20 - Twickenham, Londres Àrbitre: P Robin (França) |

| Irlanda                             | 10–13    | Escòcia                                        | 1990-02-03 - Lansdowne Road, Dublín Àrbitre: C Norling (Gal·les) |
| Try: J. Fitzgerald Pen: Kiernan (2) | [Report] | Assaigs: White (2) Con: Chalmers Pen: Chalmers | 1990-02-03 - Lansdowne Road, Dublín Àrbitre: C Norling (Gal·les) |

| França                      | 7–26     | Anglaterra                                                             | 1990-02-03 - Parc des Princes, París Assistència: 49,370 espectadors Àrbitre: O Doyle (Irlanda) |
| Try: Lagisquet Pen: Charvet | [Report] | Assaigs: Carling Guscott Underwood Con: Hodgkinson Pen: Hodgkinson (4) | 1990-02-03 - Parc des Princes, París Assistència: 49,370 espectadors Àrbitre: O Doyle (Irlanda) |

| Escòcia                                                                | 21–0     | França | 1990-02-17 - Murrayfield, Edimburg Assistència: 58,000 espectadors Àrbitre: F Howard (Anglaterra) |
| Assaigs: Calder Tukalo Con: Chalmers (2) Pen: Chalmers (2), G Hastings | [Report] |        | 1990-02-17 - Murrayfield, Edimburg Assistència: 58,000 espectadors Àrbitre: F Howard (Anglaterra) |

| Anglaterra                                                                  | 34–6     | Gal·les                   | 1990-02-17 - Twickenham, Londres Àrbitre: D Leslie (Escòcia) |
| Assaigs: Carling Hill Underwood (2) Con: Hodgkinson (3) Pen: Hodgkinson (4) | [Report] | Try: Davies Con: Thorburn | 1990-02-17 - Twickenham, Londres Àrbitre: D Leslie (Escòcia) |

| França                                                                      | 31–12    | Irlanda          | 1990-03-03 - Parc des Princes, París Assistència: 45,077 espectadors Àrbitre: K McCartney (Escòcia) |
| Assaigs: Lagisquet Mesnel (2) Con: D Camberabero (2) Pen: D Camberabero (5) | [Report] | Pen: Kiernan (4) | 1990-03-03 - Parc des Princes, París Assistència: 45,077 espectadors Àrbitre: K McCartney (Escòcia) |

| Gal·les                                   | 9–13     | Escòcia                       | 1990-03-03 - National Stadium, Cardiff Àrbitre: R Hourquet (França) |
| Try: A. Jones Con: Thorburn Pen: Thorburn | [Report] | Try: Cronin Pen: Chalmers (3) | 1990-03-03 - National Stadium, Cardiff Àrbitre: R Hourquet (França) |

| Escòcia                        | 13–7     | Anglaterra                   | 1990-03-17 - Murrayfield, Edimburg Àrbitre: D Bishop (Nova Zelanda) |
| Try: Stanger Pen: Chalmers (3) | [Report] | Try: Guscott Pen: Hodgkinson | 1990-03-17 - Murrayfield, Edimburg Àrbitre: D Bishop (Nova Zelanda) |

| Irlanda                                      | 14–8     | Gal·les                 | 1990-03-24 - Lansdowne Road, Dublín Àrbitre: D Bishop (Nova Zelanda) |
| Assaigs: Kingston McBride Smith Con: Kiernan | [Report] | Assaigs: Ford Llewellyn | 1990-03-24 - Lansdowne Road, Dublín Àrbitre: D Bishop (Nova Zelanda) |